# Hellraiser
A Hellraiser 1987-es brit természetfeletti horrorfilm. A filmet Clive Barker rendezte, a producer Christopher Figg. A film Barker 1986-os The Hellbound Heart című novelláján alapul. Ez volt Barker első rendezése. A filmnek kilenc folytatása készült.
Clive Barkernek nem tetszett, ahogyan a műveit korábban filmre vitték, így elhatározta, hogy maga készít egy filmet. Christopher Figg beleegyezett a producerkedésbe, a New World Pictures pedig 900 000 fonttal járult hozzá a film gyártásához.
A filmet 1986 végén forgatták, és eredetileg hét hét alatt elkészült volna, de a New World kilenc-tíz hétre nyújtotta. A filmnek eredetileg "Sadomasochists from Beyond the Grave" lett volna a címe. Barker továbbá a "Hellbound" címet szerette volna adni a filmnek, de Figg a "Hellraiser"-t javasolta.

## Filmzene
Barker eleinte azt szerette volna, ha a Coil együttes szerzi a zenét a filmhez, de a New World ezt visszautasította. Tony Randel szerkesztő végül Christopher Young-ot javasolta.
A filmzenei album 1987-ben jelent meg.

## Megjelenés
A filmet 1987. szeptember 10.-én mutatták be. Az Egyesült Államokban 1987. szeptember 18.-án jelent meg. Az USA-ban és Kanadában 14 564 000 dolláros bevételt hozott.
 Az Egyesült Királyságban 763 412 fontos bevételt hozott.
A filmet eredetileg betiltották Ontarióban. 1987 augusztusában végül megjelenhetett a film, de egy-két jelenetet kivágtak belőle.

## Főbb szereplők
| Szerep           | Színész         | Magyar hangja (1. szinkron) | Magyar hangja (2. szinkron) |
| ---------------- | --------------- | --------------------------- | --------------------------- |
| Larry Cotton     | Andrew Robinson | Szabó Sipos Barnabás        | Sinkovits-Vitay András      |
| Julia Cotton     | Clare Higgins   | Zsolnai Júlia               | Antal Olga                  |
| Kirsty Cotton    | Ashley Laurence | Csellár Réka                | Csondor Kata                |
| Frank Cotton     | Sean Chapman    | Bognár Zsolt                | Szervét Tibor               |
| Frank, a szörny  | Oliver Smith    | Bognár Zsolt                | Szervét Tibor               |
| Steve            | Robert Hines    | Rékasi Károly               | Szatmári Attila             |
| Első áldozat     | Anthony Allen   | Beregi Péter                | Bácskai János               |
| Második áldozat  | Leon Davis      | Lux Ádám                    | N/A                         |
| Harmadik áldozat | Michael Cassidy | Melis Gábor                 | Megyeri János               |
| Hajléktalan      | Frank Baker     | N/A                         | N/A                         |
| Bill             | Kenneth Nelson  | Gruber Hugó                 | N/A                         |

## Fogadtatás
A Time Out magazin "Barker kitűnő debütáló filmjének" és "komoly, intelligens és ijesztő horrorfilmnek" nevezte. A Melody Maker a legjobb brit horrorfilmnek nevezte. A Monthly Film Bulletin kritikusa, Kim Newman szerint a film fő jellemzője a komolysága, egy olyan korszakban, amikor a horrorfilmek (főleg a Rémálom az Elm utcában vagy a Gonosz halott franchise-ok filmjei) komikusnak tűnnek.
A New York Times szerint a film színészei "egyszerűen unalmasak", illetve az effektekkel sem voltak megelégedve. A The Washington Post szerint a film "sötét, folyamatosan nyomasztó és időnként ijesztő", de kritizálták az "átlagos" filmzenét és a befejezést. Roger Ebert fél csillaggal értékelte a négyből. A Variety szerint a "film jól meg lett csinálva, jók a színészek, és az effektekkel is ügyesen bánnak."
A Rotten Tomatoes oldalán 73%-on áll a film, és 6,6 pontot ért el a tízből. Az IMDb-n 7 pontot ért el a tízből.  A Port.hu honlapján 7,2 pontot érzett a tízből, 61 szavazat alapján.

## További információ
- Hellraiser a PORT.hu-n (magyarul)
- Hellraiser az Internetes Szinkronadatbázisban (magyarul)
- Hellraiser az Internet Movie Database-ben (angolul)
- Hellraiser a Rotten Tomatoeson (angolul)
- Hellraiser a Box Office Mojón (angolul)